# IC 4947
IC 4947 ist eine cD-Galaxie vom Hubble-Typ E3 im Sternbild Telescopium am Südsternhimmel. Sie ist schätzungsweise 626 Millionen Lichtjahre von der Milchstraße entfernt und hat einen Durchmesser von etwa 145.000 Lichtjahren.

Im selben Himmelsareal befinden sich u. a. die Galaxien IC 4941, IC 4942, IC 4961.
Das Objekt wurde am 31. August 1904 von Royal Harwood Frost entdeckt.